# 卡斯滕·塔達
卡斯滕·塔達（德語：Karsten Tadda，1988年11月2日—），德國籃球運動員，現在效力於德國籃球聯賽球隊布羅斯籃球俱樂部，也參加歐洲籃球聯賽的賽事。他也代表德國國家籃球隊參賽。